# Планинарска опрема
Основна планинарска опрема подразумева ципеле, јакну, ранац. Списак опреме за озбиљније планинарске експедиције је дугачак. Он поред хране и воде подразумева пењачку опрему (појас, прусик, карабинери, цепин, дерезе, шлем, штапови...), опрему за преноћиште (шатор, врећа, подлога), осталу опрему (наочаре за сунце, ски наочаре, батеријска лампа, компас...)

### Обућа
Постоји много различитих врста планинарских ципела, а планинари бирају одговарајуће у зависности од успона. За лакше успоне у нижим планинама, који обухватају углавном пешачење, користе се мекше и удобније ципеле. Ако је потребно кретати се по камењу или кроз снег, тада се користе гломазније и тврђе ципеле.
Планинарске ципеле су дубоке, што треба да смањи могућност повреда скочног зглоба, као и других спољних утицаја (камење, снег) на ногу. Планинари често носе два пара чарапа (доње - танке, и горње - често вунене). Дуж ципеле (ђона) се често простире метална шина која треба да обезбеди равномерније преношење оптерећења. Ђон се најчешће израђује од вибрама или сличних материјала. Ђон треба да обезбеди топлотну изолацију, као и да смањи могућност да дође до клизања. 
Планинари често носе резервне пертле. Најбољи начин за сушење ципела (да се што брже осуше, а да се не оштете) је да се у њих ставе згужване старе новине, а ципеле се окаче на конопац унутар шатора.

### Одећа
Веш. Пошто је на великим висинама веома хладно, планинари најчешће носе дуги веш. Раније се највише користио памучни и вунени веш, док се данас користе вештачки материјали. Ови материјали се некад називају „активни“ материјали, а веш произведен од њих „активни веш“. Њихове главне предности су то што се многоструко брже суше, лакши су и тањи. Компаније у којима су ови материјали развијени су их законом заштитили, тако да их само они могу производити. 
Чарапе. Чарапе се такође праве од вештачких материјала, али је то једини део одеће код кога се још увек велики део планинара одлучује за природне материјале. Планинари најчешће два пара чарапа: памучне (или од неког вештачког материјала) до ноге, а преко њих вунене.
Панталоне. Постоји неколико основних захтева које панталоне треба да испуњавају: да буду топле, лагане, удобне и да не пропуштају воду. Као и остатак планинарске опреме, и оне треба да пропуштају влагу на споља, али не и на унутра. 
Камашне. Камашне покривају део ноге од ципела до колена. Оне служе томе да снег не упада у ципеле. Такође, на мањим висинама, ако се планинар креће кроз високу траву, оне могу да штите од мокре траве, упадања каменчића у ципелу, као и од крпеља. 
Јакна. Најчешће се прави од два слоја: доњи слој, до тела, прави се од полара или сличног материјала, чија је основна улога да греје, док се горњи део прави од горетекса или сличног материјала, чија је основна улога да штити од кише, снега и ветра. 
Одећа за горњи део тела. Планинари најчешће облаче више слојева одеће. До тела се облаче материјали који боље одводе влагу, а преко њих они који боље греју. 
Рукавице. Најчешће се користе два пара рукавица: доњи - танки, и горњи. Уколико планинар нема потребу да често манипулише малим предметима (карабинери и слично) а треба да буде изложен ниској температури, користе се горње рукавице са два прста, зато што се тако прсти боље греју.
Капа је јако битан део опреме. Најчешће је од полара, или вунена. Преко вунене капе, у случају кише и снега се често носи капуљача. 

### Разна опрема
Наочаре за сунце се користе и по облачном времену, јер и тада зрачење може бити веома велико.
Скијашке наочаре се користе у случају јаког снега и ветра. При јако ниским температурама могуће је користити и маску која прекрива лице.

Посуда за воду не треба да буде од пластике, јер се вода у њој брзо може заледити. Најчешће се користе посуде од алуминијума или термоси од различитих материјала. 
Лампа. Некада планирано, а некада не, део успона или силаска може се одвијати ноћу. Тада је потребна лампа. Данас се најчешће користе чеоне лампе, јер тако руке остају слободне. 
Ранац треба да одговара потребама. Постоје ранци запремине од 10 литара до 100 литара. За једнодневне излете, најчешће се користе ранци запремине од 20 до 40 литара, а за вишедневне од 65 до 100 литара, зависно од количине опреме и хране. Са спољашње стране ранца може постојати неколико џепова и трака, којима је могуће причврстити цепин, кацигу или подметач за спавање. Ранци се често праве од кордуре, јер кордура не пропушта кишу и снег.

### Камп опрема
Врећа. Постоје летње и зимске вреће. У некима се може спавати и на температури од -20 степени, а и нижој. Добре вреће су лагане и заузимају мало простора. 
Подлога за вређу служи као топлотна изолација.
Шатор може бити за једну или више особа. Уколико је шатор за више особа, он се често може поделити на два дела при ношењу у ранцу. 
Примус је боца са гасом на којој се може скувати супа, чај, или отопити снег (на успонима који трају више дана, када се не може носити довољно воде са собом).

### Пењачка опрема (техничка опрема)
Цепин. Цепин је део стандардне планинарске опреме. Цепин је намењен за израду степеница и ослонаца у тврдом снегу и леду, као ослонац при верању и спуштању на стрмим залеђеним падинама, за кочење приликом проклизавања, те израду бивака у тврдом снегу. Састоји се од кљуна, лопатице, дршке, омче и шиљка.
Дерезе. Дерезе се носе на ногама, у случају да се иде по леду. Постоје дерезе са гуртнама, полуаутоматске дерезе и аутоматске дерезе. Дерезе се користе за безбедно кретање и верање по тврдом и залеђеном снегу, стрмим травнатим падинама и у листопадним шумама. Имају 12 или 14 зубаца. Причвршћују се за обућу помоћу трака за везивање.
Штапови за планинарење пре спадају у опрему за ходање него у пењачку опрему. Служе да смање оптерећеност ногу (пре свега колена), поготово када планинари прелазе дугачке деонице или носе тежак ранац. Да би дуго трајао, врх се производи од карбида. 
Карабинер. Карабинер Карабинер је метални прстен издуженог облика који се употребљава за спајање ужета са клином у стени, за везивање планинских ужади, омчи, лествица, привременог осигурања и средстава за спашавање. Није препоручљиво за спајање два верачка ужета. Карабинер се састоји од тела, преклапача и опруге, а могу имати и матицу. Издрже оптерећење од 1800кг и више. На сваком карабинеру исписано је колико оптерећење издрже..
Појас. Постоји појас за цело тело. Уместо њега, боље је користити одвојен појас за доњи, а одвојен за горњи део тела. За појас се качи карабинер, којим се пењач везује за прусик. Некада први пењач у низу носи и грудни и доњи појас (јер је он изложен највећој опасности у случају пада), а остали само доњи. 
Шлем служи за заштиту од камења које може падати са висине. 
Клинови. Клинови се укуцавају у стену, процеп у стени, лед или снег. Клинови при верању служе као вештачки ослонци у стени. Израђују се од кованог челика, легираног хрома, ванадијума, молибдена и специјалних алуминијумских легура. Дужина клинова је од 4-30цм. Клинови се деле на вертикалне, хоризонталне, дијагоналне, универзалне, клинове са алком, жлебасте клинове, специјалне, експанзионе, дрвене, снежне и ледене клинове. Делови клина су: глава, тело, врх и ушице..